# Destructor Artigliere (1937)
L'Artigliere va ser un dels dinou destructors de classe Soldati construïts per a la Regia Marina a finals dels anys 30 i principis dels 40. Completat el 1938, va ser un dels últims del primer lot d'una dotzena de vaixells a entrar en servei.

## Disseny i descripció
Els destructors de classe Soldati eren versions lleugerament millorades de la classe Oriani anterior Tenien una longitud entre perpendiculars de 101,6 metres (333 peus 4 polzades) i una eslora de 106,7 metres (350 peus 1 polzada); una mànega de 10,15 metres (33 peus 4 polzades) i un calat mitjà de 3,15 metres (10 peus 4 polzades) i 4,3 metres (14 peus 1 polzades) amb càrrega profunda. El Soldatis va desplaçar 1.830–1.850 tones mètriques (1.800–1.820 tones llargues) amb càrrega normal, i 2.450–2.550 tones mètriques (2.410–2.510 tones llargues) amb càrrega profund. El seu rol durant la guerra era de 206 oficials i soldats.
L'Artigliere estava accionat per dues turbines de vapor Parsons, cadascuna impulsava un eix de l'hèlix utilitzant vapor subministrat per tres calderes Yarrow. Dissenyats per a una potència màxima de 48.000 cavalls de potència (36.000 kW) i una velocitat de 34–35 nusos (63–65 km/h; 39–40 mph) en servei, els vaixells de la classe Soldati van assolir velocitats de 39–39. 40 nusos (72–74 km/h; 45–46 mph) durant les seves proves de mar amb una càrrega lleugera. Portaven prou fuel per donar-los una autonomia de 2.340 milles nàutiques (4.330 km; 2.690 milles) a una velocitat de 14 nusos (26 km/h; 16 mph) i 682 nmi (1.263 km; 785 milles) a una velocitat de 34 nusos (63 km/h; 39 mph).
La bateria principal de l'Artigliere constava de quatre canons de 120 mil·límetres (4,7 polzades) de calibre 50 en dues torretes de dos canons, una a davant i a darrere de la superestructura. En una plataforma al mig del vaixell hi havia un canó d'obús d'il·luminació de 120 mil·límetres de calibre 15. La defensa antiaèria del Soldatis va ser proporcionada per vuit canons Breda Model 1935 de 20 mil·límetres (0,8 polzades). Els vaixells estaven equipats amb sis tubs de torpedes de 533 mil·límetres (21 polzades) en dos muntatges triples al mig del vaixell. Tot i que no tenien un sistema de sonar per a tasques antisubmarins, estaven equipats amb un parell de llançadors de  càrregues de profunditat. Els vaixells podien portar 48 mines.

## Història
El vaixell, que va ingressar a l'esquadra el 14 de novembre de 1938, va ser classificat a la XI Esquadró de Destructors i durant l'any 1939 va realitzar activitats d'entrenament, realitzant creuers pel mar Tirrè, al nord d'Àfrica i al Dodecanès. El maig de 1939 participà a la desfilada naval de Nàpols amb motiu de la visita del príncep Pau, regent del Regne de Iugoslàvia.
Al començament de la Segona Guerra Mundial va ser cap d'esquadra de l'XI Esquadró de Destructors, que va formar juntament amb els bessons Aviere, Geniere i Camicia Nera.
L'11 de juny de 1940 va ser enviat a patrullar al canal de Sicília juntament amb la resta de l'XI Esquadró, el XII Esquadró de Destructors (Ascari, Lanciere, Carabiniere, Corazziere), la III Divisió (creuers pesants Trento, Pola i Bolzano) i la VII (creuers lleugers Attendolo i D'Aosta).
El 19 de juny va partir d'Augusta juntament amb els altres tres vaixells de l'XI Esquadró per portar subministraments a Bengasi, on va arribar l'endemà.

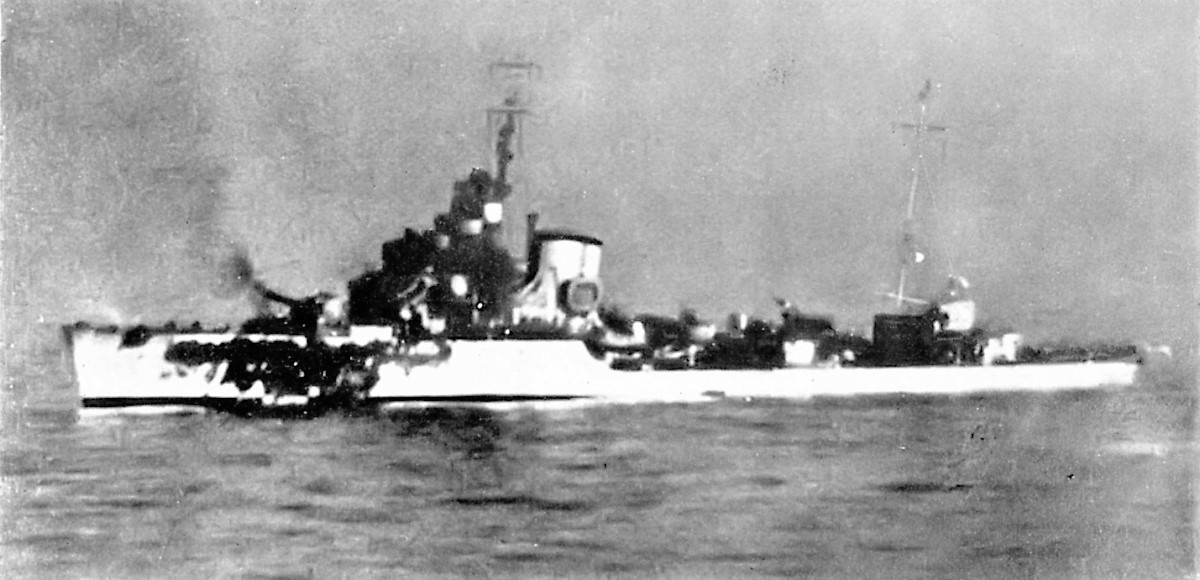
L'Artigliere va ser molt danyat durant la batalla nocturna del 12 d'octubre de 1940

El 7 de juliol, a les 15:45, va sortir de Messina juntament amb les unitats seccionals i la III Divisió (Trento i Bolzano), per després unir-se a la resta del II Esquadró Naval (creuer pesat Pola, Divisions I, II i VII de creuers) per a un total de 9 unitats i esquadrons destructors IX, X, XII i XIII) que, després d'haver servit com a força de suport a una operació de combois per a Líbia, es van unir a l'esquadró I i van participar en la batalla de Punta Stilo el 9 de juliol: durant la retirada de la flota italiana en aquest enfrontament, l'XI Esquadró va albirar i va atacar els vaixells britànics a les 16.15; en particular, l'Artigliere va establir una cortina de fum, després va obrir foc des d'una distància de 13.200 metres i a les 16:20, havent arribat als 3.000 metres, va llançar sense èxit els torpedes juntament amb les altres tres unitats (que van llançar un total de 10, 7 contra un cuirassat i 3 contra un creuer).
A la nit entre l'11 i el 12 d'octubre de 1940 va ser enviat -a les ordres del capità de vaixell Carlo Margottini- a patrullar, juntament amb les tres unitats del seu esquadró i els torpediners del 1er Esquadró (Alcione, Airone, Ariel) a la zona propera a l'est de Malta, buscant vaixells britànics que haurien d'haver estat en aquesta zonaA primera hora de la nit del 12 d'octubre, els tres torpediners del I Esquadró van atacar el creuer lleuger HMS Ajax, que formava part d'un desplegament naval britànic més gran que tornava a Alexandria, després d'escortar un comboi naval a Malta: es va produir una batalla violenta i confusa després de la qual l'Airone i l'Ariel van ser enfonsats, mentre que l'Ajax va patir danys menors.
Abans d'atacar, a les 01:37, els torpediners havien enviat un senyal de descoberta, que va ser rebut en diferents moments pels destructors de l'XI Esquadró: l' l'Artigliere el va rebre a la 01:50 i, després de girar cap al nord, va liderar l'atac albirant el creuer britànic a les 2:29; va obrir foc amb les seves armes, colpejant l'Ajax quatre vegades (que va resultar en un canó de 102 mm i un radar i altres danys menors, a més d'algunes baixes i ferits), però mentre es preparava per disparar torpedes (aleshores va poder llançar només un, contra l'Ajax pel flanc d'estribord, però fallat), a les 2:31, va ser colpejat repetidament per la reacció del creuer: les reserves de munició del complex de 120 mm davanter van explotar provocant un incendi violent, altres dos trets van caure a coberta causant més danys i moltes baixes, un impactà al bell mig de la sala de calderes i una altra a la sala de màquines de davant. A les 2:32 l'Artigliere estava immobilitzat i en flames, ara fora de combat; més de la meitat de la tripulació, inclosos tots els oficials, van morir o van resultar ferits. També el comandant Margottini i l'ajudant d'esquadra, tinent Corrado Del Greco, van morir en la lluita: els va ser concedida la medalla d'or al valor militar a títol pòstum.

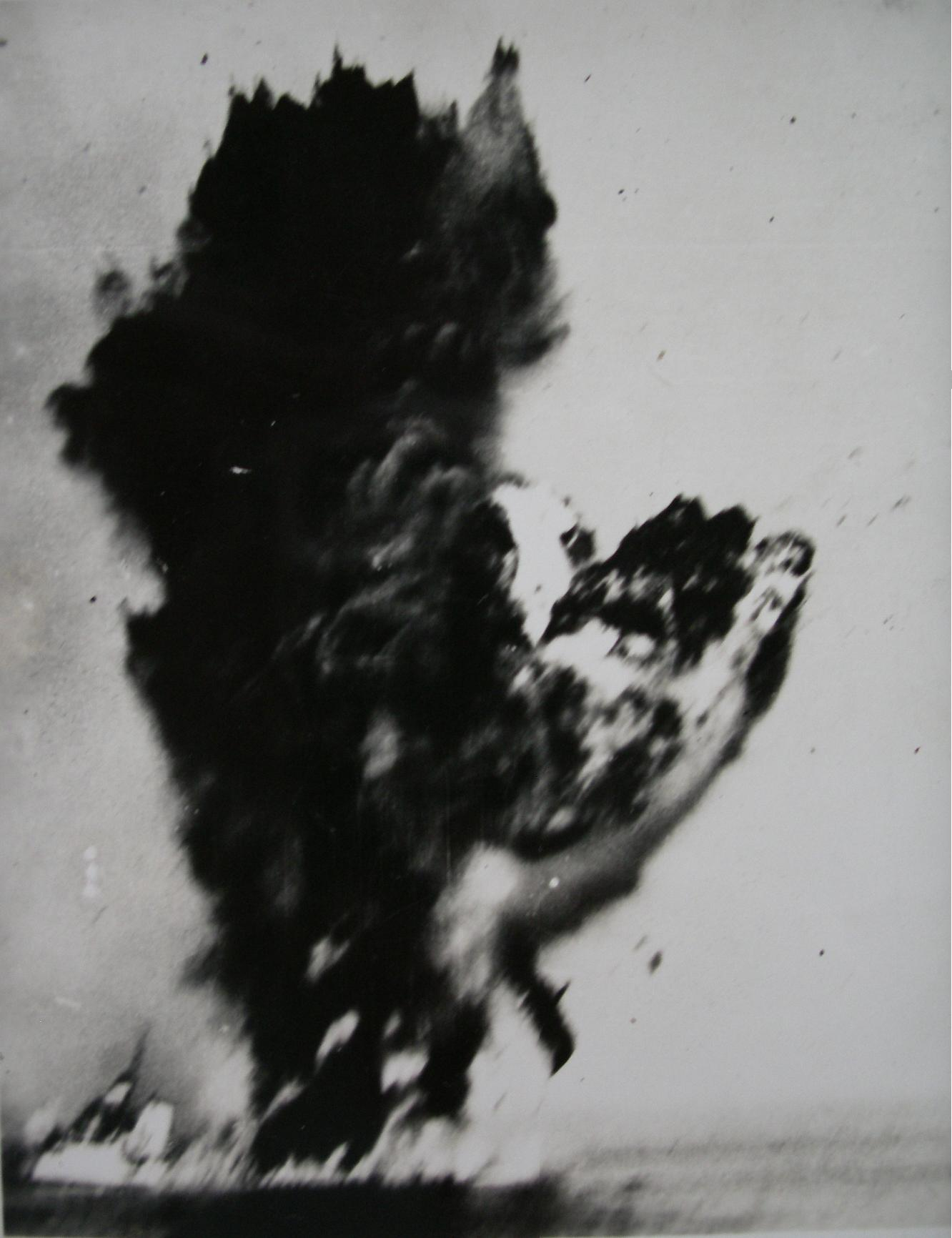
El dipòsit de munició de popa de l'Artigliere va explotar després que el vaixell fos torpedinat pel creuer HMS York a les 09.05 el 12 d'octubre de 1940.

Després de la batalla, la tripulació supervivent, dirigida pel Major dels Enginyers Navals Mario Giannettini, va intentar apagar els focs i reparar els danys com van poder per salvar el vaixell, aconseguint tornar-lo a posar en marxa cap a les 3:00 gràcies a l'única caldera que quedava intacte, però a les 4 de la matinada fins i tot l'última caldera estava inutilitzable perquè no es podia alimentar. El Camicia Nera (l'Aviere, tocat, i el Geniere, il·lès, s'havien allunyat) se la va agafar a remolc, però l'almirall Cunningham, comandant de la flota anglesa, va enviar grups de bombarders i torpediners contra els dos vaixells.i també alguns creuers: a les 8:10 el Camicia Nera, sota continus atacs aeris i amb dues unitats enfrontades a la vista, va haver d'abandonar els cables i abandonar l'Artigliere. El creuer pesat HMS York va fer un tret davant de la proa ordenant l'abandonament: la tripulació, a l'atenció, va baixar la bandera, la va segellar en una bossa amb folre de plom i després va abandonar el vaixell.Abandonat per la tripulació, bombardejat i incendiat pel York i també colpejat per un torpede, l'Artigliere es va enfonsar a les 9:05 (9:15 segons altres fonts) a la posició 36°30' N i 16°07' E
El creuer anglès no va recuperar cap supervivent, però va llançar algunes balses a l'aigua i va senyalitzar clarament la posició dels nàufrags al comandament italià.
Les pèrdues humanes van ser força importants: d'una tripulació de 254 homes, només 122 van sobreviure (22 van ser recuperats i fets presoners pel destructor HMAS Vampire i els 100 restants per unitats italianes).
Després de la caiguda del feixisme, el 30 de juliol de 1943, el vaixell germà Camicia Nera va ser rebatejat com Artigliere en honor al destructor enfonsat a la batalla de Cap Passero.
El 2017, gairebé 77 anys després del seu enfonsament, es va anunciar el seu descobriment. Això va passar al març, a càrrec de l'equip oceànic de Paul Allen, cofundador de Microsoft, apassionat per l'exploració submarina. L'Artigliere va ser identificat per l'equip d'investigació del vaixell Petrel a una profunditat d'aproximadament 3600 m sota la superfície del mar entre Sicília i Malta.

### Comandants
- Capitano di vascello Francesco Baldizzone (14 novembre 1938 - 1940)
- Capitano di vascello Carlo Daviso di Charvensod (1940)
- Capitano di vascello Carlo Margottini (27 d'abril - 12 d'octubre de 1940 (†))